# New Zealand Antarctic Place-Names Committee
Le New Zealand Antarctic Place-Names Committee (NZ-APC) est un comité créé pour gérer les dénominations de toponymes dans la dépendance de Ross, la région de l'Antarctique revendiquée par la Nouvelle-Zélande.
Il est composé des membres du New Zealand Geographic Board (NZGB) et de spécialistes sélectionnés de l'Antarctique.
Ce comité travaille en collaboration avec des autorités de désignation similaires en Australie, au Royaume-Uni et aux États-Unis pour parvenir à un accord sur chaque décision.
Le comité NZ-APC a été créé en 1956.